# Something Happened on the Way to Heaven
Something Happened on the Way to Heaven is een nummer van de  Britse muzikant Phil Collins. Het is de derde single van zijn vierde solo studioalbum ...But Seriously uit november 1989. Op 16 april 1990 werd het nummer wereldwijd op single uitgebracht.

## Achtergrond
De plaat, welke over een verloren liefde gaat, werd een hit in Europa, de Verenigde Staten, Canada en Australië. In Collins' thuisland het Verenigd Koninkrijk behaalde de plaat de 15e positie in de UK Singles Chart. In de Verenigde Staten werd de 4e positie bereikt in de Billboard Hot 100, in Canada de nummer 1-positie, Frankrijk de 35e, Finland de 7e, Duitsland en Zwitserland de 26e, Ierland de 8e, de Eurochart Hot 100 de 22e en in Australië de 58e positie.
In Nederland was de plaat op vrijdag 20 april 1990 Veronica Alarmschijf op Radio 3 en werd een grote hit in de destijds twee landelijke hitlijsten op de nationale publieke popzender. De plaat bereikte de 5e positie in de Nederlandse Top 40 en de 9e positie in de Nationale Top 100.
In België bereikte de plaat de 8e positie in de voorloper van de Vlaamse Ultratop 50 en de 9e positie in de Vlaamse Radio 2 Top 30. In Wallonië werd géén notering behaald.
In de sinds december 1999 jaarlijks uitgezonden NPO Radio 2 Top 2000 van de Nederlandse publieke radiozender NPO Radio 2 stond de plaat in 2007, van 2009 t/m 2011 en van 2013 t/m 2022 in de lijst der lijsten genoteerd, met als hoogste notering een 1405e positie in 2013.

## Hitnoteringen

### Nederlandse Top 40
Hitnotering: 8 weken. Hoogste notering: #5.

### Nationale Top 100
Hitnotering: 28-04-1990 t/m 07-07-1990. Hoogste notering: #9 (2 weken).

### NPO Radio 2 Top 2000
| Nummer met noteringen in de NPO Radio 2 Top 2000 | '07  | '08 | '09  | '10  | '11  | '12 | '13  | '14  | '15  | '16  | '17  | '18  | '19  | '20  | '21  | '22  | '23 | '24  |
| ------------------------------------------------ | ---- | --- | ---- | ---- | ---- | --- | ---- | ---- | ---- | ---- | ---- | ---- | ---- | ---- | ---- | ---- | --- | ---- |
| Something Happened on the Way to Heaven          | 1730 | -   | 1856 | 1895 | 1830 | -   | 1405 | 1591 | 1708 | 1775 | 1911 | 1583 | 1643 | 1711 | 1682 | 1894 | -   | 1926 |

1. ↑  Een '-' betekent dat het nummer niet was genoteerd en een vetgedrukt getal geeft de hoogste notering aan.
2. ↑  2007 was het eerste jaar met een notering voor dit nummer.